# Anna Stenkovaja
Anna Stenkovaja (rusky: Анна Стенковая, * 1984 Miass) je bývalá ruská reprezentantka ve sportovním lezení. Vítězka světových her, světového poháru a mistryně Evropy v lezení na rychlost.
Na světových závodech začínala v obou disciplínách, ale nakonec dosáhla nejlepších výsledků v lezení na rychlost. Jedno kolo světového poháru v lezení na obtížnost jí v roce 2005 stačilo ke stříbrné medaili v kombinaci (za rychlost měla zlatou medaili i další body).

## Výkony a ocenění
- 2001: vítězka Evropského poháru juniorů
- 2004: nominace na VII. světové hry 2005 v německém Duisburgu (lezení zde bylo poprvé), kde zvítězila v lezení na rychlost
- 2005: vítězka celkového hodnocení světového poháru
- 2006: obhájila titul mistryně Evropy
- 2008,2009: nominace na prestižní mezinárodní závody Rock Master v italském Arcu

### Závodní výsledky
| Světové hry | Světové hry |
| Rok         | 2005        |
| ----------- | ----------- |
| Rychlost    | 1           |

| Arco Rock Master | Arco Rock Master | Arco Rock Master |
| Rok*             | 2008             | 2009             |
| ---------------- | ---------------- | ---------------- |
| Rychlost         | 3                | 9                |

* ženy závodily na Rock Masteru na rychlost až od roku 2008
| Mistrovství světa | Mistrovství světa | Mistrovství světa | Mistrovství světa | Mistrovství světa | Mistrovství světa |
| Rok               | 2001              | 2003              | 2005              | 2007              | 2009              |
| ----------------- | ----------------- | ----------------- | ----------------- | ----------------- | ----------------- |
| Rychlost          | 4                 | 14-15             | 5                 | 13                | 10 6 (15m)        |

| Světový pohár       | Světový pohár | Světový pohár | Světový pohár | Světový pohár          | Světový pohár       | Světový pohár   | Světový pohár | Světový pohár |
| Rok                 | 2001          | 2002          | 2003          | 2004                   | 2005                | 2006            | 2007          | 2009          |
| ------------------- | ------------- | ------------- | ------------- | ---------------------- | ------------------- | --------------- | ------------- | ------------- |
| Obtížnost           | 37            | —             | —             | 94-97                  | 63-68               | —               | —             | —             |
| jednotlivě*         | -,16,-,-,-    | —             | —             | -,-,-,-,-, -,30-31,-,- | -,-,23,-, -,-,-,-,- | —               | —             | —             |
|                     |               |               |               |                        |                     |                 |               |               |
| Rychlost            | 8             | 7             | 2             | 2                      | 1                   | 3               | 3             | 2             |
| jednotlivě* (9/6/4) | 8             | -,5,5, 8,12   | 9,5,, · ,6,   | ,4,                    | 5,, · ,             | 5,,-,-, · -,4,, | ,,8, · 4,,    | ,4, · ,       |
|                     |               |               |               |                        |                     |                 |               |               |
| Kombinace           | 20            | —             | —             | 8                      | 2                   | —               | —             | —             |

* poznámka: nalevo jsou poslední závody v roce
| Mistrovství Evropy | Mistrovství Evropy | Mistrovství Evropy | Mistrovství Evropy |
| Rok                | 2004               | 2006               | 2008               |
| ------------------ | ------------------ | ------------------ | ------------------ |
| Rychlost           | 1                  | 1                  | 3                  |

| Mistrovství světa juniorů | Mistrovství světa juniorů | Mistrovství světa juniorů | Mistrovství světa juniorů |
| Rok                       | 2000                      | 2001                      | 2002                      |
| ------------------------- | ------------------------- | ------------------------- | ------------------------- |
| Obtížnost                 | 15                        | 10                        | —                         |
| Rychlost                  | —                         | 5                         | 3                         |

| Evropský pohár juniorů | Evropský pohár juniorů | Evropský pohár juniorů |
| Rok                    | 2001                   | 2002                   |
| ---------------------- | ---------------------- | ---------------------- |
| Obtížnost              | 12                     | 17                     |
| jednotlivě*            | -,-,11,11,-,5          | -,6,-,-                |
|                        |                        |                        |
| Rychlost               | 1                      | —                      |
| jednotlivě*            | Zlatá medaile          | —                      |

* poznámka: nalevo jsou poslední závody v roce